# Viveros-Derechos Humanos (estación)
Viveros/Derechos Humanos es una de las estaciones que forman parte del Metro de la Ciudad de México, perteneciente a la Línea 3. Se ubica al sur de la Ciudad de México, en el límite de las alcaldías Álvaro Obregón y Coyoacán.

## Información general
La estación debe su nombre a los viveros de Coyoacán que se encuentran del lado oriente de la estación y a la cercanía con las oficinas de la Comisión de Derechos Humanos de la Ciudad de México. El símbolo de la estación representa a una planta que brota de unas manos convertidas en palomas estas son el símbolo de la Comisión de Derechos Humanos de la Ciudad de México.
Originalmente la estación se llamaba simplemente Viveros y su símbolo era únicamente la planta que ahora brota de las mencionadas manos. Posteriormente Ramón Torres Guato, Director de la Administración de la CDHDF, declaró a los medios que la Comisión de Derechos Humanos del Distrito Federal propondría, al Sistema de Transporte Colectivo, la construcción de un túnel desde la estación Viveros hasta sus instalaciones. Además, se solicitaría el cambio de nombre de la estación a Viveros-Derechos humanos. El 27 de marzo de 2009 comenzó el cambio de manera oficial.

## Conectividad

### Salidas
- Oriente: Avenida Universidad (a un lado de los Viveros de Coyoacán), Colonia del Carmen (Alcaldía Coyoacán).
- Poniente: Avenida Universidad esquina Hortensia, Colonia Florida y Pueblo de Axotla (Alcaldía Álvaro Obregón).

### Conexiones
Existen conexiones con las estaciones y paradas de diversos sistemas de transporte:
- Algunas rutas de la RTP.

## Sitios de interés
- Comisión de Derechos Humanos de la Ciudad de México
- Viveros Coyoacán

## Afluencia
La siguiente tabla muestra la afluencia de la estación en los últimos 10 años:
| Afluencia Anual de Pasajeros | Afluencia Anual de Pasajeros | Afluencia Anual de Pasajeros | Afluencia Anual de Pasajeros | Afluencia Anual de Pasajeros | Afluencia Anual de Pasajeros |
| ---------------------------- | ---------------------------- | ---------------------------- | ---------------------------- | ---------------------------- | ---------------------------- |
| Año                          | Afluencia                    | A Diario                     | Ranking                      | Incremento                   | Ref.                         |
| 2023                         | 5,801,141                    | 15,893                       | 78°/195                      | +7.80%                       | [ 4 ]                        |
| 2022                         | 5,381,439                    | 14,743                       | 80°/195                      | +34.21%                      | [ 4 ]                        |
| 2021                         | 4,009,630                    | 10,985                       | 76°/195                      | -10.30%                      | [ 5 ]                        |
| 2020                         | 4,469,994                    | 12,213                       | 77°/195                      | -42.15%                      | [ 6 ]                        |
| 2019                         | 7,727,513                    | 21,171                       | 82°/195                      | -1.30%                       | [ 7 ]                        |
| 2018                         | 7,829,573                    | 21,450                       | 82°/195                      | -2.55%                       | [ 8 ]                        |
| 2017                         | 8,034,608                    | 22,012                       | 74°/195                      | -5.42%                       | [ 9 ]                        |
| 2016                         | 8,495,111                    | 23,210                       | 72°/195                      | -0.26%                       | [ 10 ]                       |
| 2015                         | 8,517,180                    | 23,334                       | 67°/195                      | -1.83%                       | [ 11 ]                       |
| 2014                         | 8,676,216                    | 23,770                       | 66°/195                      | -5.50%                       | [ 12 ]                       |